# Hypochaeris radicata
Hypochaeris radicata é uma planta da família Asteraceae. Os seus nomes comuns são erva-das-tetas, leiteirigas, leituga, leitugas, leituregas e orelha-de-gato. No Brasil é também conhecida como almeirão-do-campo ou almeirão-de-roseta.
A espécie ocorre em Portugal.
Também ocorre no Brasil, como invasora, nos estados de São Paulo, Paraná, Santa Catarina e Rio Grande do Sul.

## Descrição
Hypochaeris radicata é uma espécie nativa da Europa, mas foi introduzida na América, Japão, Austrália e Nova Zelândia. É similar a Hypochaeris glabra, mas com folhas hirsutas e capítulos amarelos de maiores dimensões, com flores liguladas maiores que o invólucro
É uma planta perene com roseta basal de folhas amplamente oblongo-lanceoladas, dentadas ou lobuladas. O talo floral mede de 20 a 60 cm, geralmente ramoso e com escamas debaixo dos capítulos. Os capítulos alcançam 2,5 a 4 cm de diâmetro; as brácteas involucrais são lanceoladas e puntiagudas, de pêlo hirsuto na costela central. Floresce no final da Primavera e durante o Verão.

## Habitat
Habita em pradarias, dunas e junto a caminhos.
as espécies de Hypochaeris são usadas como alimento pelas larvas de alguns lepidópteros, incluíndo Cucullia umbratica.

## Usos culinários
Todas as partes da planta são comestíveis, no entanto as folhas e raízes são aquelas mais colhidas. As folhas têm um gosto brando e podem ser utilizadas cruas em saladas, cozinhadas a vapor ou salteadas. As folhas mais velhas podem tornar-se duras e fibrosas. Ao contrário das folhas comestíveis do dente-de-leão, as folhas desta espécie apenas raramente têm sabor amargo. Em Creta (Grécia) as folhas de uma variedade chamada pachies (παχιές) ou agrioradika (αγριοράδικα) são comidas fervidas ou cozinhadas em vapor, pelos locais.
A raíz pode ser tostada para formar um substituo do café.

## Toxicidade
Esta espécie é suspeita de causar esparavão em cavalos, se consumido em excesso.

## Variedades
- Hypochoeris radicata var. heterocarpa Moris
- Hypochoeris radicata var. radicata

## Galeria

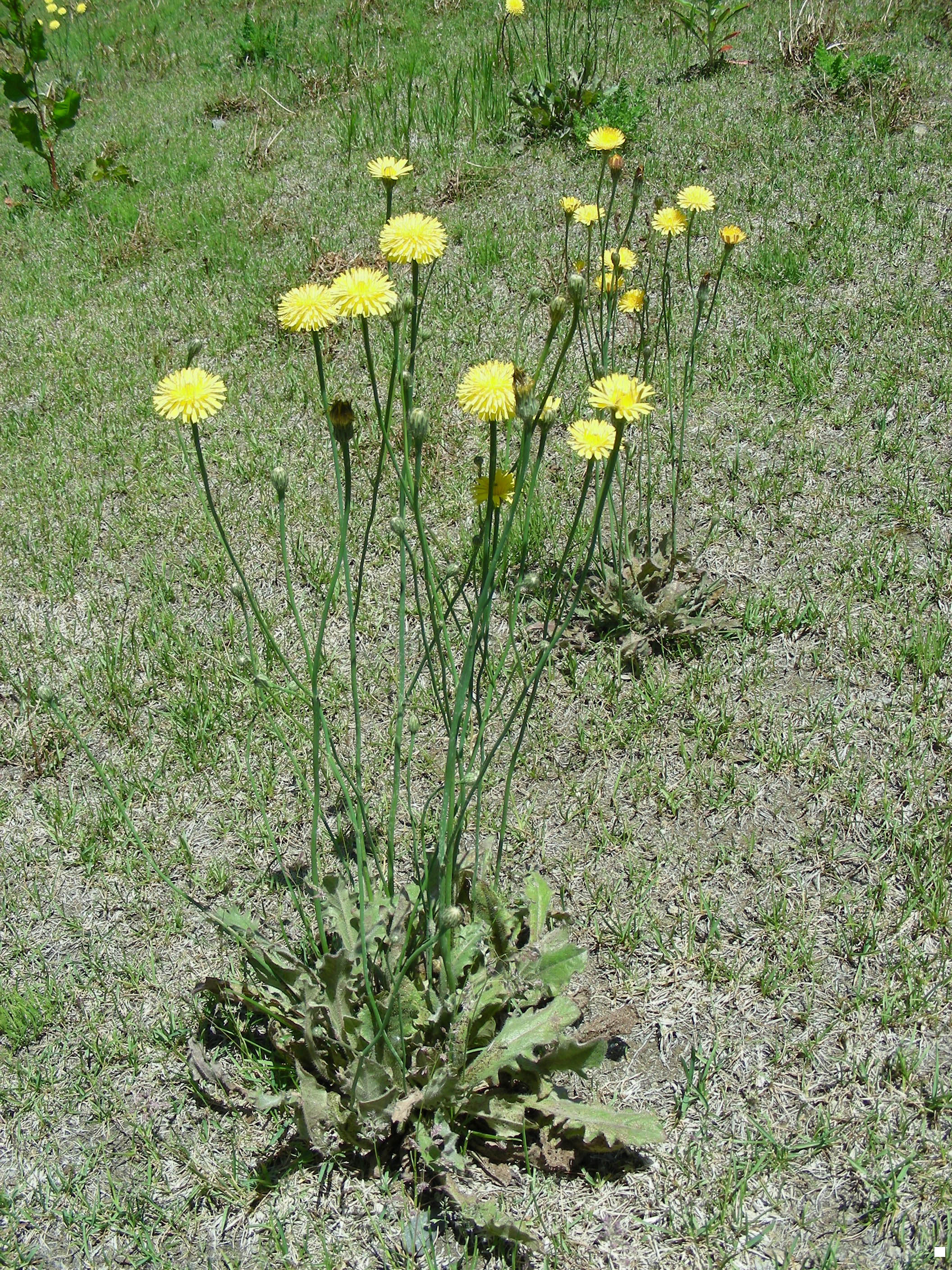
Planta
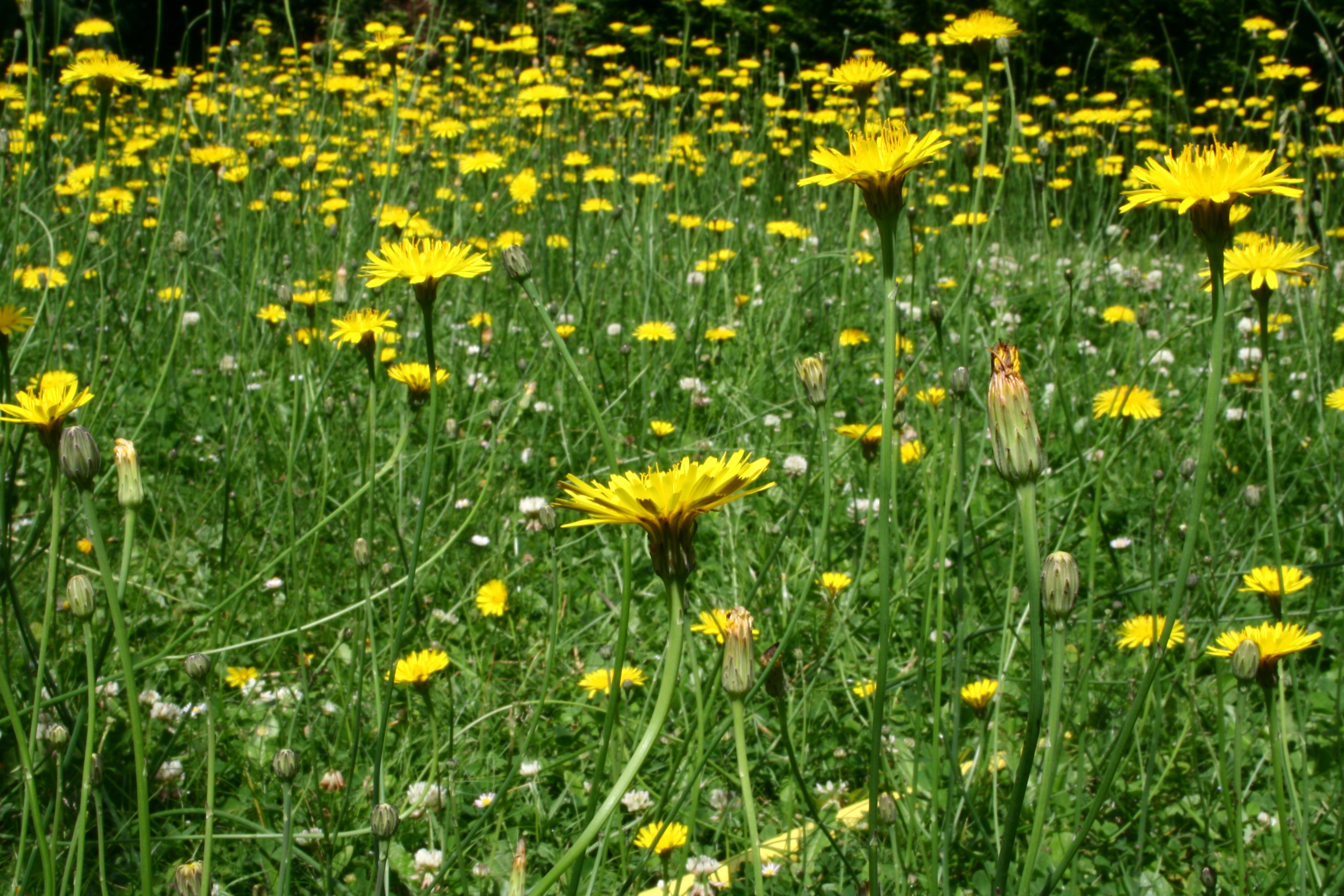
Planta
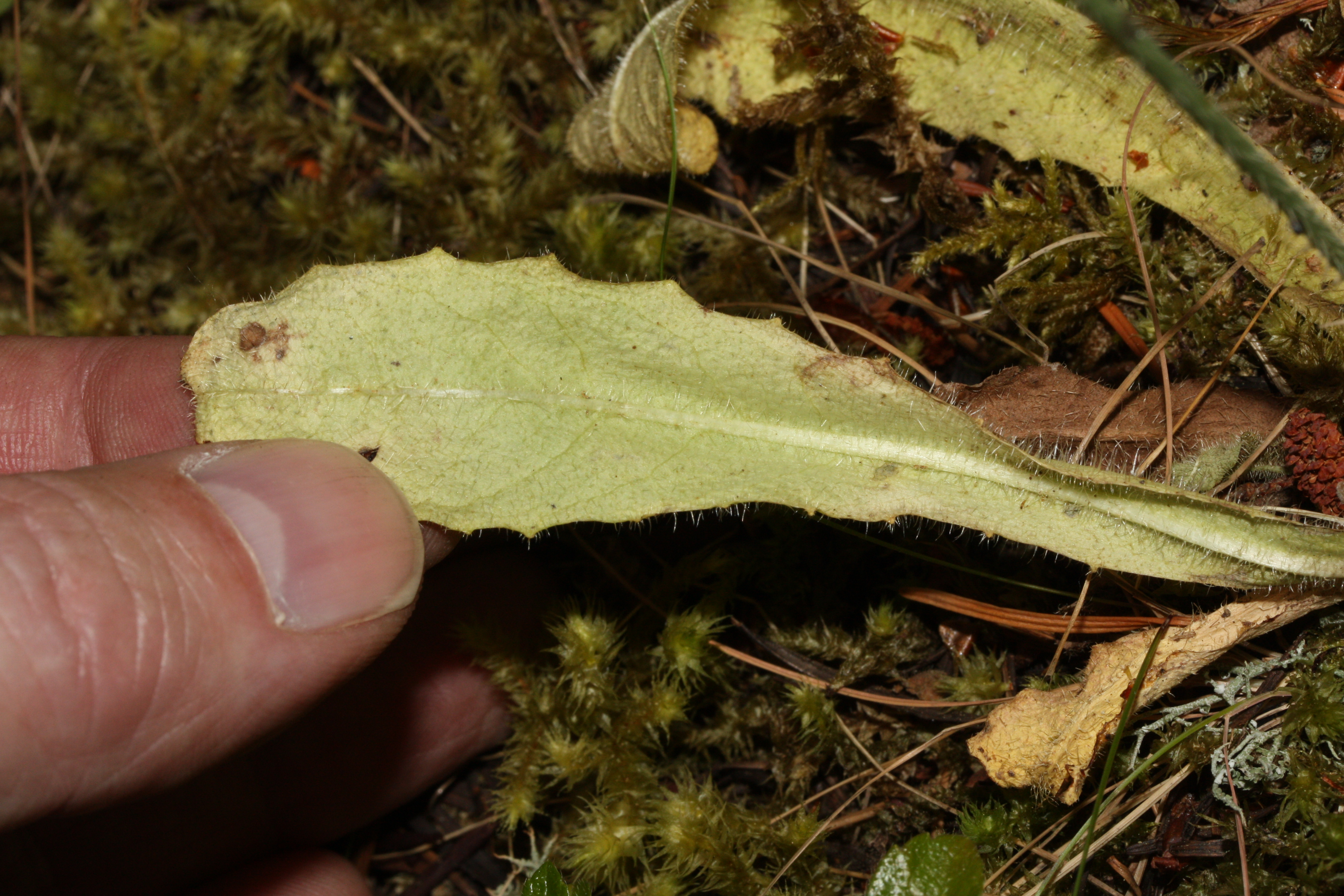
Folhas
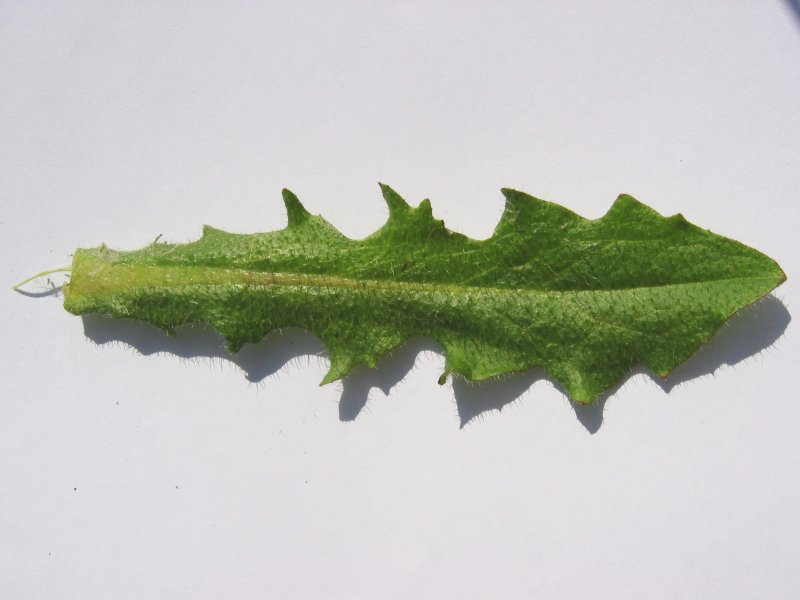
Folhas

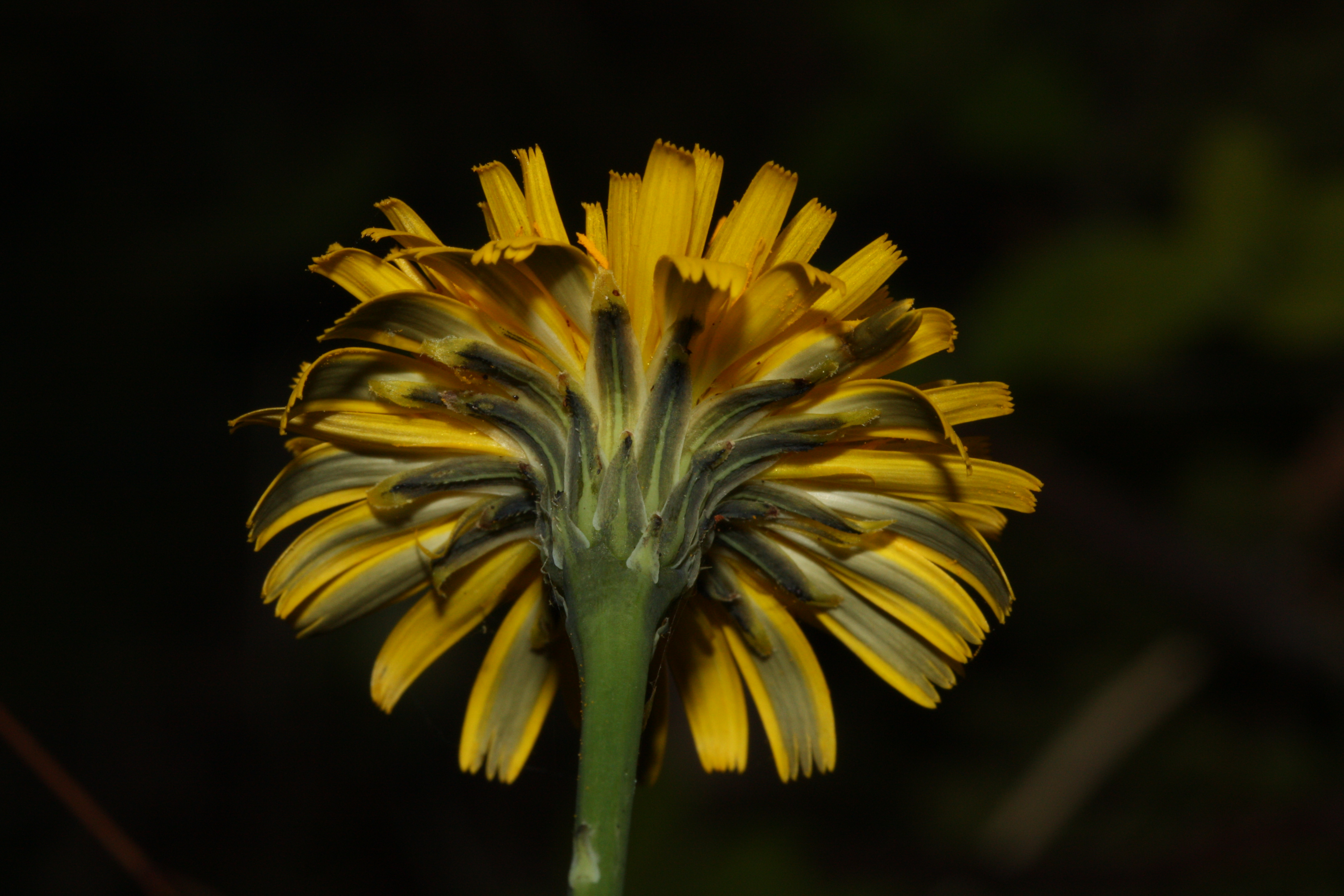
Flores
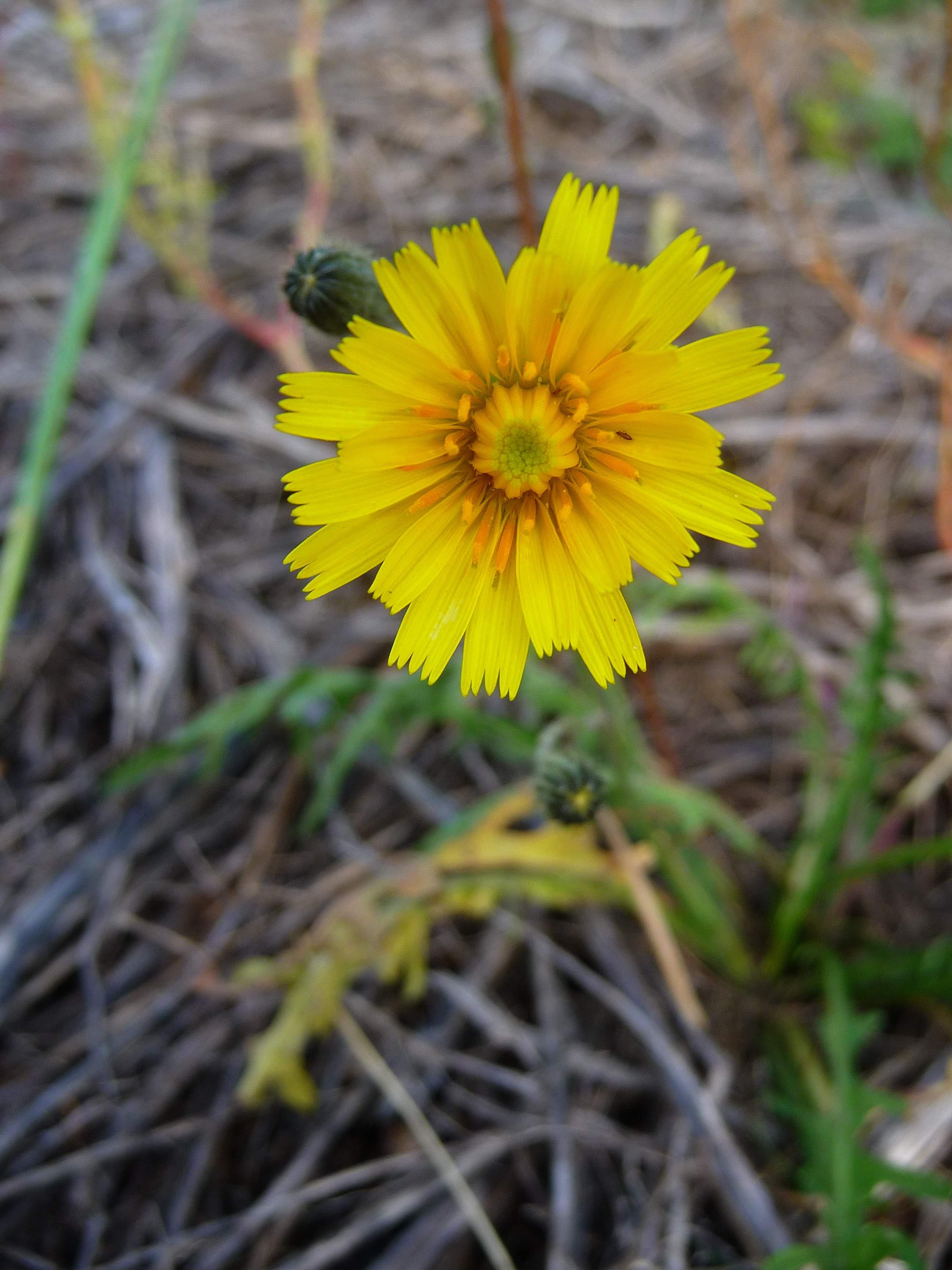
Flores
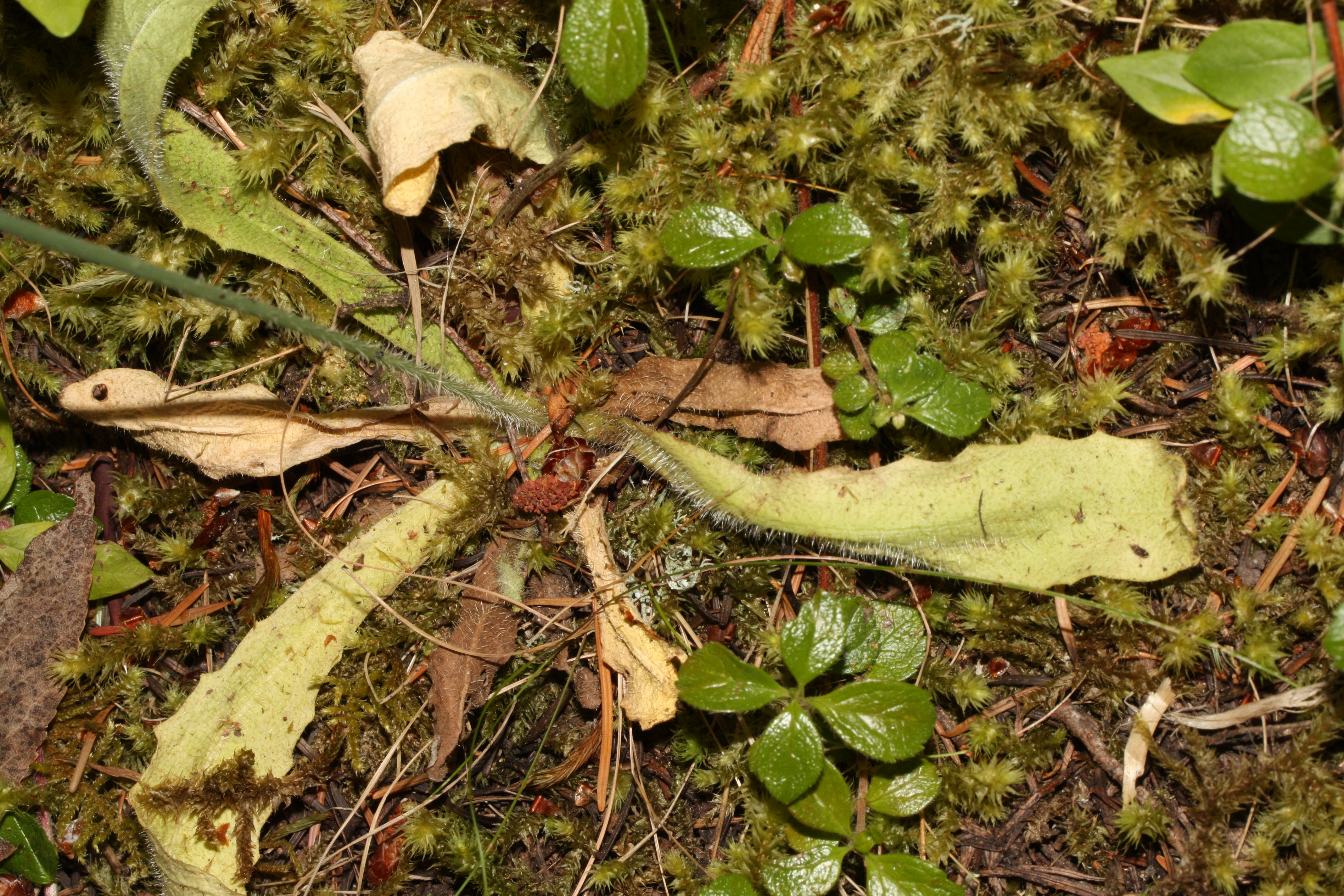
Folhas
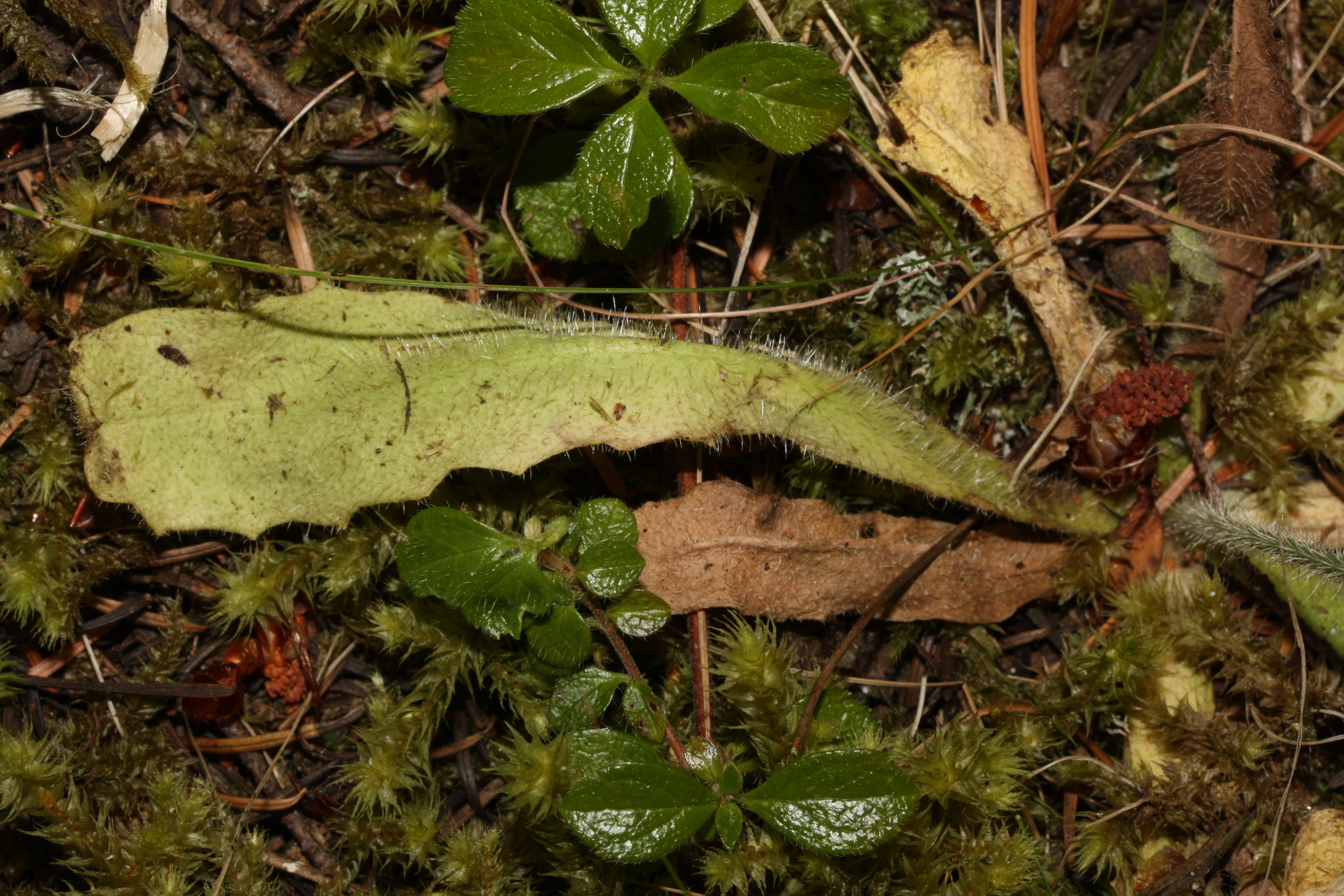
folhas